# Palazzo Marchione
Palazzo Marchione è un edificio del comune di Cupello, in provincia di Chieti.
Si trova su viale Mazzini, con affaccio sul giardinetto davanti alla parrocchia della Natività di Maria Santissima.

## Storia
Nasce come dimora di proprietari fondiari affermatisi socialmente ed economicamente sul finire del Settecento, con le caratteristiche di un vero e proprio palazzo fortificato. In seguito, ha ospitato la sede del Municipio e attualmente è uno degli edifici storici più suggestivi e meglio conservati del centro abitato. Dopo un’attenta opera di restauro, Palazzo Marchione è tornato all'antico splendore.
Durante la seconda guerra mondiale un gruppo di soldati tedeschi della Wehrmacht, si installò a Cupello nell'edificio, mentre il comando decretò la consegna di tutte le armi, disponendo anche l'emissione di un bando per il reclutamento di tutti gli uomini abili al lavoro, pena la rappresaglia contro i familiari.
Riguardo allo stile architettonico, il palazzo presenta delle coppie di nicchie sulle facciate ove potevano essere inserite delle sculture. Pur non essendo un vero e proprio palazzo di difesa, consta sul lato del cortile delle fuciliere e feritoie per la difesa personale. Forse questi elementi erano presenti sulle facciate prima di essere intonacate.